# خار، مالاکند
خار (به انگلیسی: Khar) یک منطقهٔ مسکونی در پاکستان است که در خیبر پختونخوا واقع شده‌است.